# 震災イチョウ

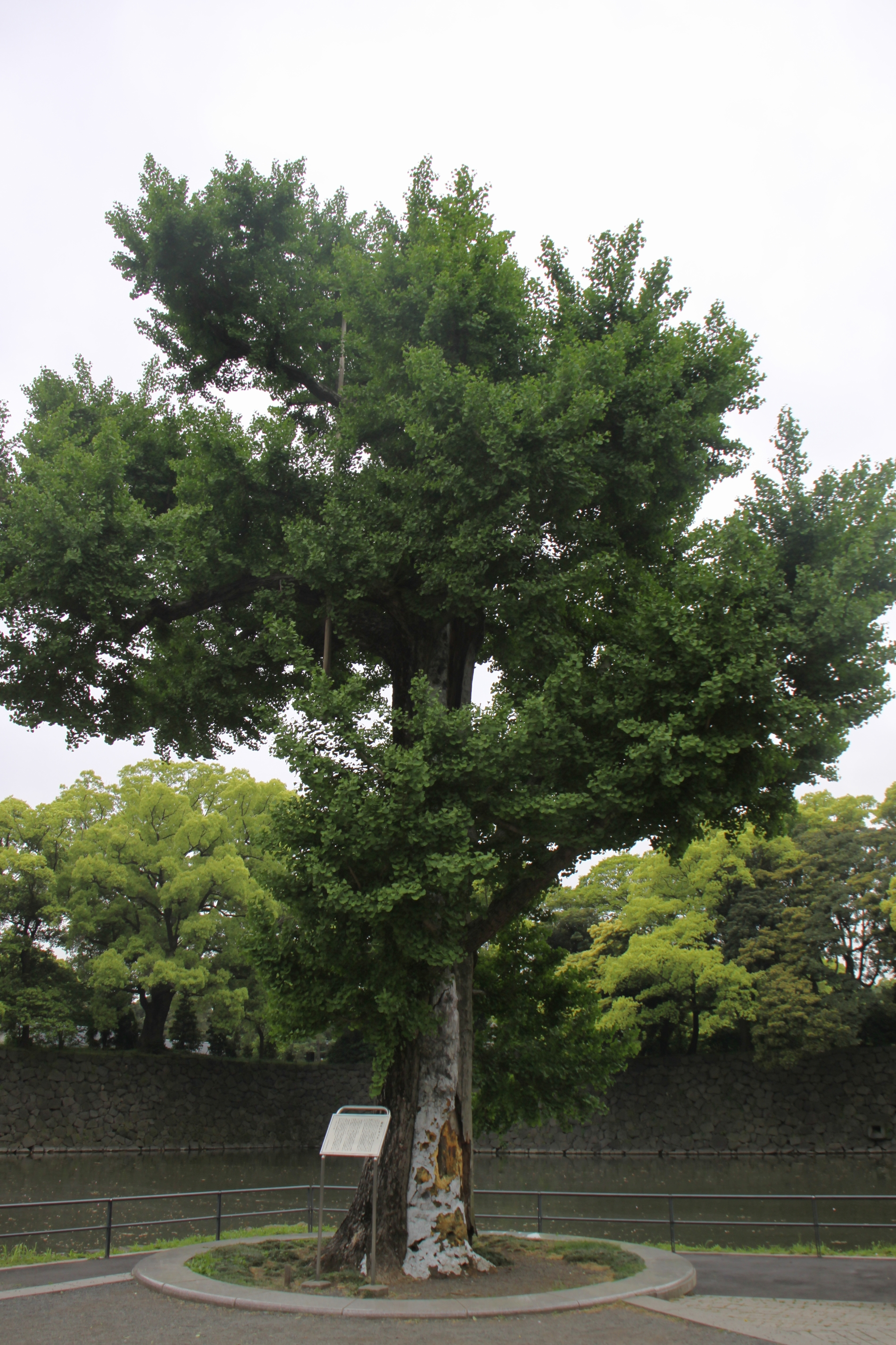
震災イチョウ

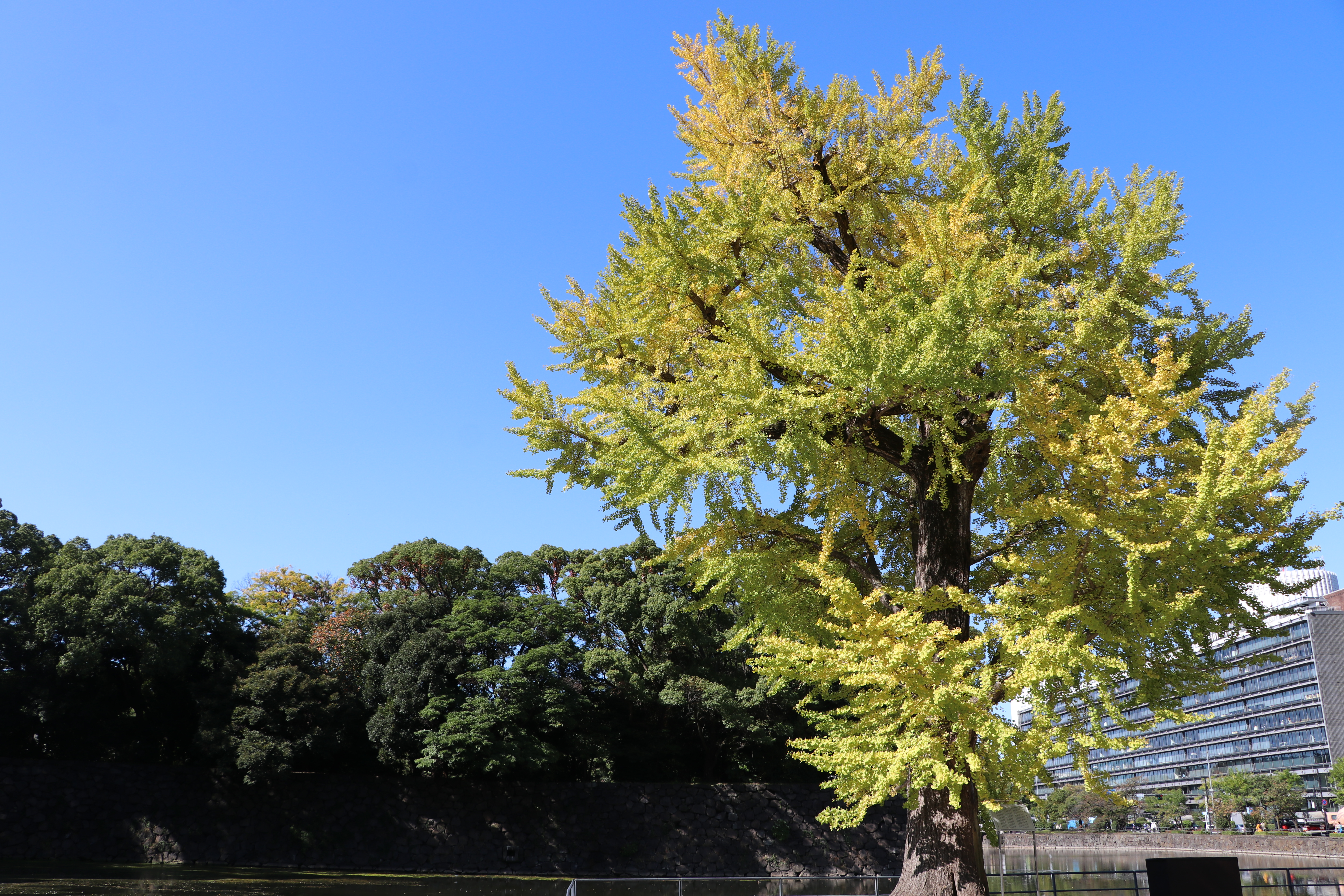
色づいた震災イチョウ

震災イチョウ（しんさいイチョウ）とは、東京都千代田区大手町1丁目の「大手濠緑地」にあるイチョウの木。関東大震災による火災から焼失を免れたことから、この名称が付けられている。

## 概要
もともとこの木は旧・文部省庁舎のあった東京市麹町区一ツ橋1丁目1番地（現在の毎日新聞社本社ビル近く）に植えられていた。植樹は1860年ごろで現在の樹齢は約150年とされている。
1923年（大正12年）9月1日、関東大震災が発生。東京市中は猛火に呑まれ、この木も表面の一部が炎と高温で変質するも焼失は免れた。しかし周囲の樹木はこの木を除いてほぼ全部焼失し、以降「帝都復興のシンボル」として注目を集めた。
その後、帝都復興事業による区画整理が行なわれることとなり、「震災イチョウ」も伐採の対象となった。しかし当時の中央気象台長・岡田武松が「この木をなんとかして後世に残しておきたい」と復興局長官・清野長太郎に木の保存を申し入れ、清野も意義を感じてこれを了承した。そして木は一ツ橋から、中央気象台のすぐ近くの現在地に移植された。

## 現在
気象庁は現在、この「震災イチョウ」を東京におけるイチョウの標本木として観測の対象としている。

## アクセス
- 東京メトロ竹橋駅よりすぐ
- 同大手町駅より徒歩15分
- 白山通り・千代田通り「気象庁前」交差点近く